# Bordères-sur-l'Échez
 Bordères-sur-l'Échez  es una comuna y población de Francia, en la región de Mediodía-Pirineos, departamento de Altos Pirineos, en el distrito de Tarbes. Es el chef-lieu y mayor población del cantón homónimo.

## Demografía
| 1,686 | 2,231 | 2,356 | 2,950 | 3,426 | 3,712 | 3,893 | 3,556 | 3,879 |
| Para los censos de 1962 a 1999 la población legal corresponde a la población sin duplicidades (Fuente: INSEE [Consultar]) |       |       |       |       |       |       |       |       |